# Гштрайн, Бернхард
Бернхард Гштрайн (нем. Bernhard Gstrein, род. 19 сентября 1965 года, Мильс-Имст) — австрийский горнолыжник, призёр Олимпийских игр, победитель этапа Кубка мира. Выступал в слаломе, гигантском слаломе и комбинации. Брат писателя Норберта Гштрайна.
В Кубке мира Гштрайн дебютировал 8 декабря 1984 года, в январе 1988 года одержал свою единственную в карьере победу на этапе Кубка мира, в слаломе. Кроме этого имеет на своём счету 5 попаданий в тройку лучших на этапах Кубка мира, все в слаломе. Лучшим достижением в общем зачёте Кубка мира, является для Гштрайна 16-е место в сезоне 1993/94.
На Олимпийских играх 1988 года в Калгари завоевал серебряную медаль в комбинации, причём после скоростного спуска он занимал лишь 15-ю позицию, но удачно выступив в слаломе сумел подняться на вторую. В слаломе занял 4-е место, 0,24 секунды уступив в борьбе за бронзу представителю Лихтенштейна Паулю Фроммельту.
На Олимпийских играх 1992 года в Альбервиле стал 15-м в слаломе.
На Олимпийских играх 1994 года в Лиллехаммере занял 8-е место в гигантском слаломе, и сошёл в первой попытке слалома.
За свою карьеру участвовал в двух чемпионатах мира, лучший результат 4-е место в комбинации на чемпионате мира 1987 года.
Завершил спортивную карьеру в 1996 году.

## Победы на этапах Кубка мира (1)
| № | Сезон   | Дата           | Место | Дисциплина |
| - | ------- | -------------- | ----- | ---------- |
| 1 | 1987/88 | 12 января 1988 | Лиенц | Слалом     |